# T2-tanker
De T2-tanker of T2 is een tanker die in grote aantallen werd gebouwd in de Verenigde Staten gedurende de Tweede Wereldoorlog om gezonken schepen te vervangen. Meer dan 500 T2-tankers werden gebouwd tussen 1942 en het einde van 1945. Na de oorlog zijn veel exemplaren verkocht aan particuliere reders die tot de jaren 1980 met de tankers hebben gevaren.

## Geschiedenis
Het ontwerp van de T2 was gebaseerd op een civiele olietanker van de Kennebec-klasse zoals besteld door Socony-Vacuum Company, het latere ExxonMobil. Hiervan werden zes eenheden gebouwd; ze hadden een inhoud van 9.900 brutoregisterton (brt) en een draagvermogen van 15.850 ton.
In het kader van een vlootvernieuwingsprogramma bestelde de United States Maritime Commission (USMC) in 1938 elf vergelijkbare tankers, waarvan vijf van het type T2 en zes T2-A's. De T2-A was iets groter dan de T2, met 10.600 brt en 16.300 ton draagvermogen.
Vier scheepswerven bouwden de T2-tankers: de Alabama Drydock & Shipbuilding Company in Mobile in de Amerikaanse staat Alabama, de Kaiser Company's Swan Island Yard in Portland in Oregon, Marineship Corporation in Sausalito, Californië en ten slotte bij de Sun Shipbuilding & Drydock Company in Chester in Pennsylvania.
Door oorlogsverliezen genoodzaakt plaatste het USMC begin 1941 een extra order voor 72 tankers met 16.750 ton draagvermogen. Deze schepen kregen een turbo-elektrische voortstuwing en type-aanduiding T2-SE-A1. Deze tankers kregen een stoomturbine die aangesloten werd op een generator. De elektriciteit voedde een elektromotor die direct de schroef aandreef. Deze opstelling maakte tandwielreductiekasten overbodig waarvoor slechts een beperkte productiecapaciteit beschikbaar was.

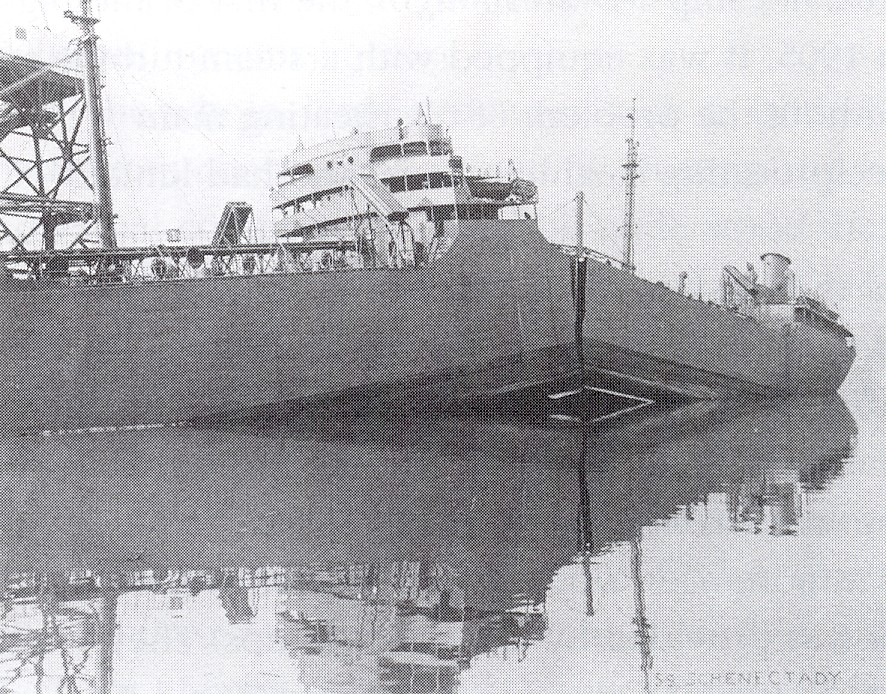
De T2-tanker Schenectady in tweeën gebroken door slechte lassen.

De eerste T2-tanker met bouwnummer 1 was de Schenectady. Het schip werd gebouwd door Kaiser Company in Portland. Na de eerste proefvaart brak het schip op 14 januari 1943 doormidden terwijl het lag afgemeerd aan de afbouwkade. Het kwam in april 1943, na reparaties, alsnog in de vaart om in 1948 verkocht te worden. Onder de nieuwe naam Diodato Tripcovich heeft het tot 1962 gevaren en werd in datzelfde jaar gesloopt in Genua.
De gemiddelde bouwtijd was zo'n 149 dagen toen met de productie van de T2 werd gestart, maar door ervaring opgedaan tijdens de bouw en een betere aanvoer van bouwdelen werd dit teruggebracht tot 70 dagen. De snelste bouwtijd, slechts 33 dagen, was voor de Huntington Hills. Hiervan werd de kiel gelegd op 14 mei 1945, op 12 juni gebeurde de tewaterlating en vijf dagen later gebeurde de eerste proefvaart.
In totaal zijn er 525 T2-tankers gemaakt. Hiervan waren er 481 van het type T2-SE-A1 en 43 van het snellere type T2-SE-A2. Deze laatste had een sterkere motor met een maximumvermogen van 10.000 pk. Er is ten slotte één exemplaar van het A3-type gebouwd. Van de 481 A1 tankers zijn er 18 tijdens de Tweede Wereldoorlog tot zinken gebracht.
Na de oorlog zijn veel schepen afgestoten. Van de T2-tankers zijn er 447 stuks aan particuliere reders verkocht, waarvan 244 aan Amerikaanse en 203 aan niet-Amerikaanse reders. Veel van deze tankers zijn bij de grote oliemaatschappijen terechtgekomen  Veertien T2-tankers hebben onder Nederlandse vlag gevaren. De T2-tankers zijn ongeveer begin jaren 1960 uit de vaart genomen en gesloopt.

## Beschrijving
De standaard T2 was 159 meter lang, 20,7 meter breed, was groot 10.448 brutoregisterton en 16.613 DWT. De turbo-elektrische aandrijving leverde 6000 pk continu, met een maximum van 7240 pk. Dit gaf het schip een snelheid van ongeveer 15 knopen en een bereik van ongeveer 12.600 NM. Ze hadden twee pompruimen, een voor de machinekamer met een opstelling van zes pompen en een achter de machinekamer met twee pompen. Het laadgedeelte was verdeeld in negen tanks met een totale inhoud van 22.450 kubieke meter.

## Trivia
- De T2-tanker Potrero Hills is verbouwd om containers te vervoeren. In 1955 was de SS Ideal X het tweede containerschip ter wereld. Op haar eerste reis vervoerde het 58 containers op het dek. In 1959 werd het schip verkocht en heeft tot haar einde in 1964 dienstgedaan als tanker. Meerdere T2-tankers zijn voor de containervaart omgebouwd.

## Naslagwerk
- Frederic C. Lane, Ships for Victory: A History of Shipbuilding under the U.S. Maritime Commission in World War II, 1951. Baltimore: Johns Hopkins University Press, 2001, ISBN 0-8018-6752-5